# Раямякі
Раямякі (фін. Rajamäki) — село в Фінляндії, входить до складу волості Нурміярві повіту Уусімаа.